# Shantel
Shantel, de son vrai nom Stefan Hantel (né à Mannheim, le 2 mars 1968), est un DJ, musicien et réalisateur artistique allemand, connu pour ses coopérations avec divers orchestres et fanfares balkaniques.

## Biographie
Il est un descendant d'Allemands de Bucovine. Ses grands-parents maternels étaient originaires de la ville de Tchernivtsi.
Il a participé à la bande originale du film de Fatih Akin, De l'autre côté.
DJ depuis le milieu des années 1980, son premier album connu en France est Disko Partizani sorti en 2007, qui remixe certains standards de la musique balkanique, tel Disko boy, inspiré d'un classique de rebetiko grec des années 1930 (Mangiko).
En 2009, il sort Planet Paprika, album pour lequel il est accompagné par son orchestre, le Bucovina Club Orkestar.

## Discographie

### Albums
- 1995 : Club Guerilla
- 1997 : Auto Jumps & Remixes
- 1998 : Higher Than the Funk
- 2001 : Great Delay
- 2003 : Bucovina Club (Compilation)
- 2005 : Bucovina Club Vol. 2 (Compilation)
- 2007 : Disko Partizani
- 2009 : Planet Paprika
- 2013 : Anarchy + Romance
- 2015: Viva Diaspora

### Participations (non exhaustif)
- 2006 : Electric gypsyland 2, remix du morceau Duba Duba Si Hora, initialement interprété par le Taraf de Haïdouks
- 2006 : Remixed, album de remix de morceaux du groupe Amsterdam Klezmer Band, morceau Sadagora Hot Dub